# Jon Lilygreen

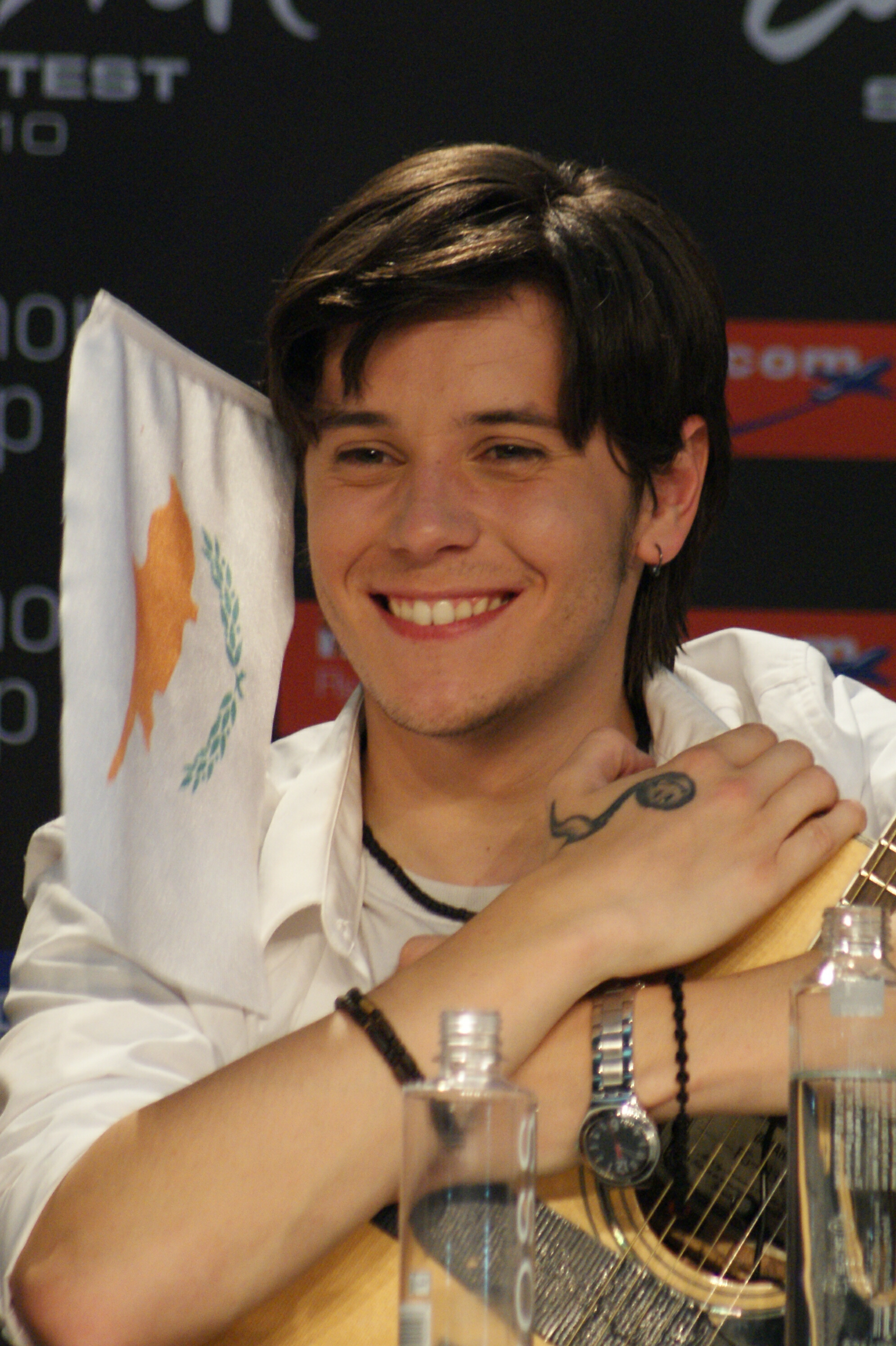
Jon Lilygreen beim Eurovision Song Contest in Oslo (2010)

Jon Lilygreen (* 4. August 1987) ist ein walisischer Sänger und Gitarrist. Gemeinsam mit der Band The Islanders vertrat er Zypern beim Eurovision Song Contest 2010 in Oslo.

## Biografie
Jon Lilygreen stammt aus Bettws, in der Hafenstadt Newport, wo er noch heute lebt und seinen Abschluss am dortigen Coleg Gwent in den Fächern Gesang, Gitarre und Komposition machte. Während seiner Ausbildung schrieb er eigene Songs, die 2009 auf dem schuleigenen Coleg Gwent Green Album veröffentlicht wurden. Daraufhin absolvierte Lilygreen zahlreiche Auftritte in seiner Heimatstadt, darunter die vom Riverfront Theatre veranstalteten Summer Sessions (2009). Er ist beim Independent-Label Long Life Records unter Vertrag.
Anfang Februar 2010 gewann Lilygreen gemeinsam mit der Band The Islanders den zypriotischen Vorentscheid für den Eurovision Song Contest in Oslo. Ihr Titel Life Looks Better in the Spring wurde von den Zyprioten Nasos Lambrianides und Melis Konstantinou getextet und komponiert. Es handelt sich um eine Gitarrenballade unter Einsatz eines Gospel-Chors. Die Gruppe war Anfang 2009 eigens für die Aufnahme in dem walisischen Musikstudio Gold Disc Productions in Treorchy, Rhondda, von dem schottischen Schlagzeuger John Gregory und dessen Ehefrau, der norwegischen Pianistin Sylvia Strand, zusammengestellt worden. Lambrianides war über das Internet auf das Studio der beiden aufmerksam geworden. Der Song wurde mit einem weiteren von Lambrianides und Konstantinou neu arrangiert und mit Harmonien und Streichinstrumenten versehen. Neben Lilygreen, der in einem Orchester gemeinsam mit Strand Gitarre gespielt hatte, Gregory und Strand besteht die Band aus der englischen Sängerin Katherine Squire, dem walisischen Sänger Sean Watts und dem griechisch-zypriotischen Gitarristen Charalambos Kallona.
Als die Bandmitglieder erfuhren, dass die Komponisten die beiden Songs für den zypriotischen ESC-Vorentscheid eingereicht hatten und diese ins Finale gelangt waren, reisten Lilygreen und The Islanders nach Zypern und probten eine Woche lang. Aufgrund besserer Siegchancen präsentierten sie nur einen Song, Life Looks Better in the Spring, und gewannen zu ihrer eigenen Überraschung den Wettbewerb gegen neun Konkurrenten.
Nach dem Sieg tourte die Band durch Großbritannien und Europa und kehrte für die finalen Vorbereitungen auf den Eurovision Song Contest nach Zypern zurück. Lilygreen und The Islanders vertraten das Mittelmeerland beim 55. Eurovision Song Contest am 27. Mai 2010 in Oslo im zweiten Halbfinale und erreichten das zwei Tage später stattfindende Finale. Dort belegte die Formation einen 21. Platz.
Die Punkte kamen aus:
- Griechenland – 12 Punkte für Zypern
- Bulgarien – 4 Punkte für Zypern
- Kroatien – 4 Punkte für Zypern
- Schweden – 3 Punkte für Zypern
- Slowakei – 2 Punkte für Zypern
- Dänemark – 1 Punkt für Zypern
- Litauen – 1 Punkt für Zypern